# Thetidia smaragdularia
Thetidia smaragdularia är en fjärilsart som beskrevs av Otto Staudinger 1892. Thetidia smaragdularia ingår i släktet Thetidia och familjen mätare. Inga underarter finns listade i Catalogue of Life.